# Ooencyrtus caligo
Ooencyrtus caligo is een vliesvleugelig insect uit de familie Encyrtidae. De wetenschappelijke naam is voor het eerst geldig gepubliceerd in 1985 door Noyes.